# Eleccions legislatives d'Angola de 2008
Les eleccions legislatives van tenir lloc a Angola el 5 i el 6 de setembre de 2008, convocades pel President José Eduardo dos Santos el 27 de desembre de 2007. Foren les primeres des de les eleccions generals d'Angola de 1992, que havia donat lloc a l'esclat de la segona fase de la Guerra Civil angolesa, que va continuar fins a 2002.
Com a resultat el MPLA va guanyar el 82% dels vots, molt per davant de la principal oposició UNITA, que va guanyar el 10%. La resposta internacional fou mixta, la Comissió Europea, els Estats Units i la Comunitat per al Desenvolupament de l'Àfrica Austral lloaren les eleccions com a netes en general, mentre que Human Rights Watch va posar en dubte la legitimitat d'aquest resultat. UNITA va acceptar la victòria del MPLA.

## Antecedents
El registre electoral va tenir lloc a finals de 2006 i tot 2007. Originalment s'havia de celebrar el 1997, però va ser posposat diverses vegades a causa de problemes logístics i d'organització. A principis d'agost de 2007, un mes abans del final del període d'inscripció, més de set milions de votants havia ja s'havien registrat per a les eleccions. Al voltant d'uns vuit milions s'havien registrat l'agost de 2008.

## Campanya

### Partits i candidats
Els noms dels candidats i partits que es presentaven a les eleccions foren anunciats el 22 de juliol de 2008.
De les 34 llistes que van presentar per disputar les eleccions, foren acceptades els següents deu partits i quatre coalicions: el governant MPLA, els principals partits de l'oposició UNITA, Front Nacional d'Alliberament d'Angola (FNLA) i Partit de Renovació Social (PRS), així com el Partit Renovador Democràtic (PRD), el Partit Liberal Democràtic (PLD), Partit de l'Aliança de Joves, Obrers i Pagesos d'Angola (PAJOCA), Partit pel Suport Democràtic i el Progrés d'Angola (PADEPA), el Partit Democràtic pel Progrés – Aliança Nacional Angolesa (PDP-ANA), el Front per la Democràcia (FpD) i quatre coalicions: Angola Democràtica – Coalició (AD), Nova Democràcia Unió Electoral (ND), Plataforma Política Electoral (PPE) i Fòrum Fraternal Angolès Coalició (FOFAC).
El Partit Democràtic Angolès (PDA), el Partit Social Demòcrata (PSD) i el Partit Republicà d'Angola (PREA) van ser rebutjats, com el PSA, Partit Nacional Democràtic Angolès, PACIA, UNDA, MPR/SN, PDUNA, PDPA - NTO BAKO i PSPA.
Es presentaren 5,198 candidats a les eleccions.
Dos Santos va dir que les eleccions serien "exemplars per al món", mentre que el líder d'UNITA Isaias Samakuva va dir que no serien seguides per una crisi, com va passar en les seqüeles de la eleccions de Kenya de 2007 i les eleccions de Zimbabwe de 2008.

### Campanya
La campanya es va iniciar el 5 de juny de 2008. A cada partit se li van permetre cinc minuts a la televisió i deu minuts a la ràdio cada dia amb propòsits de propaganda electoral. Hi va haver programes a la televisió, amb una durada d'una hora, dedicats a discutir els èxits del govern amb crítica positiva; el líder d'UNITA, Isaias Samakuva va descriure això com a "xocant", alhora que expressava la confiança que la gent no creuria aquests programes. Abans del començament del període de campanya, els cartells i símbols del MPLA ja eren abundants a les principals ciutats. El MPLA destacà el seu treball en la reconstrucció i el desenvolupament del país després de la fi de la guerra civil el 2002, i el partit era percebut com que tenia un avantatge institucional molt fort. En general, s'esperava que guanyés les eleccions. UNITA concentrava la seva campanya a les zones rurals, mentre que els partits restants tendien a dur a terme les seves campanyes en petita escala a Luanda, caracteritzades per reunions festives.
La campanya d'UNITA va destacar les crítiques que feia el partit al govern del MPLA que no havia avançat prou en la reconstrucció del país després de la fi de la guerra civil i havia fracassat en alleujar la pobresa. UNITA va al·legar que la campanya tenia lloc en "un clima d'amenaces, intimidació i violència", que 4 seguidors del partit van ser assassinats, i que algunes parts del país eren efectivament "feus" del MPLA on la campanya dels altres partits era impossible.
Segons Radio Ecclesia 13 persones van ser detingudes l'11 d'agost per realitzar una marxa presumptament no autoritzada i causar la interrupció del trànsit mentre feia campanya per UNITA a Rangel, prop de Luanda. El 13 d'agost membres de la campanya d'UNITA van ser atacats per més de 100 partidaris del MPLA a Londuimbali a la província de Huambo, segons el dirigent d'UNITA Alcides Sakala; va dir que els partidaris del MPLA eren armats amb "matxets, pedres i pals." Es va informar que l'enfrontament fou dispersat per la policia disparant a l'aire.
Cada partit tenia previst rebre al voltant d'un milió de dòlars de part del govern per a finançar la campanya. Els partits d'oposició van dir que no havien rebut cap diners a principis d'agost, i el líder del FpD Filomeno Vieira Lopes expressà la seva preocupació que els diners no es poguessin distribuir fins després de la celebració de les eleccions, com va passar a les eleccions de 1992. El PDP-ANA es va queixar que la quantitat era massa petita, i la va descriure com una suma "ridícula". El PLD també va dir que la quantitat era insuficient. Més encara, segons la presidenta del PLD Anália de Victoria Pereira, el MPLA teniaple accés als recursos del govern i l'exèrcit per ajudar en la seva campanya. Finalment els partits van rebre els diners de la campanya que els havien promès, tot i que protestaren que havien arribat tard a causa del retard de procediment. A causa de les interferències o interrupcions a causa de la influència institucional del MPLA, la majoria dels partits van escollir imprimir el material elecectoral a Sud-àfrica en comptes d'Angola.
En una manifestació el 22 d'agost, dos Santos va dir que les eleccions marcarien "una nova era per a la democràcia".

## Conducta

### Observadors i avaluacions de les eleccions
La Unió Africana fou convidada a enviar observadors. La Unió Europea també va enviar-hi un equip de 90 observadors.
En un informe el 13 d'agost Human Rights Watch, auè va enviar missions a Luanda i a quatre províncies, va dir que la campanya el que no es produïa en l'ambient "lliure d'intimidació o pressió", i va predir que no serien eleccions lliures i justes si el procés continuava pel mateix curs. L'informe va posar èmfasi en la necessitat de "salvaguardar la llibertat de reunió i d'expressió i l'accés als mitjans de totes les parts interessades, i l'establiment d'un cos electoral nacional imparcial"; per tant, va dir que el govern no havia "proporcionat una seguretat adequada als partits polítics" i que fallava "en garantir la tolerància política i la plena participació dels ciutadans." El primer ministre Fernando da Piedade Dias dos Santos va respondre a l'informe el mateix dia amb l'assegurament que les eleccions serien "lliures, justes i transparents". El portaveu del MPLA Norberto dos Santos també va respondre a l'informe el 14 d'agost, dient que era "ofensiu i no tenia cap fonament de veritat". Va acusar Human Rights Watch d'interferir en les eleccions i en els afers interns d'Angola.
Dan Mozena, ambaixador dels Estats Units a Angola, va dir en una entrevista a Radio Ecclesia el 28 d'agost que els Estats Units hi enviarien 40 observadors a les eleccions. Va dir que les expectatives per les eleccions eren altes i van parlar amb aprovació de la realització del procés electoral fins aquell punt; segons Mozena, les eleccions tenia el "potencial per ser un model per a les pròximes eleccions a l'Àfrica si tots els actors segueixen jugant el seu paper".
Human Rights Watch va publicar una altra declaració a principis de setembre, expressant dubtes que les eleccions no serien justes. D'acord amb el comunicat, el MPLA s'havia beneficiat de "finançament estatal i cobertura dels mitjans de comunicació", mentre que els altres partits havien rebut els seus diners de campanya assignats tarda. La declaració també deia que Human Rights Watch havia "documentat ... intimidació de l'oposició i dels mitjans de comunicació, interferència en la comissió electoral, i incidents violents contra l'oposició" en el període previ a l'inici de la campanya. La directora per a Àfrica de Human Rights Watch, Georgette Gagnon, va acusar al govern d'estar "més preocupats per mantenir al MPLA al poder que moure's cap a una veritable responsabilitat política en donar als angolesos una possibilitat real d'escollir el seu govern."
El cap de la missió de la UE va dir que les urnes eren "un desastre" en l'inici del primer dia de la votació, indicant que dels tres centres de votació a Luanda que havien visitat, cap havia estat preparat per als votants, no tenien les llistes de votants, i que no hi havien començat a votar encara a cap d'ells. Sembla, però, què els problemes es van concentrar només a Luanda. Més endavant els observadors de la UE van indicar que el suborn i la intimidació van ser generalitzades.
La comissió d'observació de la Comunitat per al Desenvolupament de l'Àfrica Austral (SADC) (hi envià 80 observadors) va considerar l'escrutini "creïble, pacífic i transparent". Luisa Morgantini, cap de la missió d'observació de la UE, va dir en una conferència de premsa el 8 de setembre que l'organització de les eleccions era pobre, encara que va comentar positivament el comportament dels votants. Es va declinar dir si pensava que les eleccions eren lliures i justes, buscant una classificació vaga. La missió d'observació del Parlament Panafricà només va donar la seva aprovació a mitges de les eleccions, dient que educació dels votants era insuficient i va suggerir que els mitjans de comunicació eren dominats pel MPLA. José Manuel Barroso, President de la Comissió Europea, va donar una avaluació essencialment positiva, descrivint les eleccions com "un pas cap a la consolidació d'una democràcia multipartidista, un element fonamental per a la pau, l'estabilitat, i desenvolupament socioeconòmic."

### El dia de les eleccions
El dia de les eleccions, el 5 de setembre, els materials necessaris i l'equip per a la votació no estaven disponibles en alguns centres de votació, especialment a Luanda; les llistes de registre eren absents en alguns centres de votació, i alguns centres de votació no va poder obrir o no obriren fins tard. Les primeres hores de votació van ser descrites com a "caòtiques". Criticant els problemes, el líder d'UNITA, Samakuva i el líder del PDP-ANA Sindiangani Mbimbi van dir que les eleccions haurien de ser cancel·lades i celebrades un altre cop. Segons Samakuva, alguns dels delegats del seu partit havien "rebut credencials falses, o se'ls havia donar adreces equivocades de centres de votació inexistents", i va dir que hi havia confusió generalitzada a Luanda; mentrestant, Mbimbi va condemnar les eleccions com a "teatre polític". Com a resultat dels problemes, la comissió electoral va anunciar que 320 centres de votació s'obririen de nou el 6 de setembre; no obstant això, es va assegurar que les eleccions s'havien dut a terme correctament en la majoria dels centres de votació. Segons els informes les eleccions esdevingueren més ordenades i funcionals a Luanda al final del dia 5 de setembre, i es va informar a la major part del país d'evitar els problemes que afectaren la votació a Luanda.
En una entrevista amb una emissora de ràdio de Sud-àfrica el 8 de setembre, Samakuva va al·legar què a algunes persones se'ls va dir, i fins i tot se'ls va obligar a votar al MPLA.

## Resultats
Amb gairebé la meitat de la votació comptada el 7 de setembre, el MPLA tenia un avantatge fort del 81,65% sobre el 10,59 % d'UNITA. Els partits de l'oposició va criticar durament el resultat i va declarar que era poc probable que acceptessin la legalitat de les eleccions. El líder d'UNITA Samakuva va dir el 7 de setembre que "el resultat final podria no reflectir plenament la voluntat" del poble, però també va dir que les eleccions marcaven "un pas important cap a la consolidació de la nostra democràcia". El portaveu d'UNITA Adalberto da Costa va dir inicialment que el partit impugnaria legalment les eleccions davant el Tribunal Constitucional, argumentant que les condicions necessàries per a les eleccions eren absents a Luanda. Pel 8 de setembre s'havien recomptat el 80 % dels resultats, i aquests encara continuaven mostrant al MPLA amb el 80% dels vots. El mateix dia la Comissió Electoral va dir que les eleccions no es tornarien a celebrar, rebutjant les demandes de l'oposició. Samakuva va anunciar en una conferència de premsa la nit del 8 de setembre que UNITA acceptava la victòria electoral del MPLA, i instava al MPLA "a governar en interès de tots els angolesos".
Els resultats provisionals complets, que representaven tots els vots vàlids (al voltant del 85% dels vots) van ser lliurats el 9 de setembre, mostrant al MPLA amb el 81,76% dels vots, mentre que UNITA obtenia el 10,36 %. El 15% dels resultats no inclosos en el total van ser els vots dels ciutadans que no van votar en la seva àrea de registre, així com vots poc clars. Els resultats finals foren fets públics per la Comissió Electoral nacional el 16 de setembre, mostrant el MPLA amb 81,64% dels vots (191 escons) i UNITA amb el 10,39% (16 escons), el PRS amb el 3,17% (8 escons), ND amb l'1,20% (2 escons), i el FNLA amb l'1,11% (3 escons). La participació fou del 87,36% (7.213.281 vots), i el 89,42% dels vots (6.450.407) foren considerats vàlids. El MPLA va obtenir la majoria a totes les províncies. El seu millor resultat fou a Kwanza-Nord, on va obtenir el 94,64% dels vots; el seu pitjor resultat fou a Lunda-Sud, on va obtenir el 50,54% contra el 41,74% del PRS. El millor resultat d'UNITA va ser a la província de Cabinda, on va rebre el 31,37%. A Luanda, la província més poblada (1.837.865 vots vàlids), el MPLA va obtenir el 78,79% contra el 14,06% d'UNITA.
| Partit                                                    | Vots      | %     | Escons | +/– |
| --------------------------------------------------------- | --------- | ----- | ------ | --- |
| MPLA                                                      | 5,266,216 | 81.64 | 191    | +62 |
| UNITA                                                     | 670,363   | 10.39 | 16     | –54 |
| Partit de Renovació Social                                | 204,746   | 3.17  | 8      | +2  |
| Nova Democràcia Unió Electoral                            | 77,141    | 1.20  | 2      | Nou |
| Front Nacional d'Alliberament d'Angola                    | 71,416    | 1.11  | 3      | –2  |
| Partit Democràtic pel Progrés – Aliança Nacional Angolesa | 32,952    | 0.51  | 0      | –1  |
| Partit Liberal Democràtic                                 | 21,341    | 0.33  | 0      | –3  |
| Angola Democràtica – Coalició                             | 18,967    | 0.29  | 0      | –1  |
| Partit pel Suport Democràtic i el Progrés d'Angola        | 17,509    | 0.27  | 0      | Nou |
| Front per la Democràcia                                   | 17,073    | 0.27  | 0      | Nou |
| Partit de l'Aliança de Joves, Obrers i Pagesos d'Angola   | 15,535    | 0.24  | 0      | –1  |
| Partit Renovador Democràtic                               | 14,238    | 0.22  | 0      | –1  |
| Plataforma Política Electoral                             | 12,052    | 0.19  | 0      | Nou |
| Coalició Fòrum Fraternal Angolès                          | 10,858    | 0.17  | 0      | Nou |
| Vots no vàlids                                            | 762,874   | –     | –      | –   |
| Total                                                     | 7,213,281 | 100   | 220    | 0   |
| Votants registrats/participació                           | 8,256,584 | 87.36 | –      | –   |
| Fonts: African Elections Database                         |           |       |        |     |

## Conseqüències
Després dels resultats el Comitè Permanent d'UNITA va celebrar una reunió de dos dies per considerar el resultat de les eleccions i el lideratge de Samakuva. El 19 de setembre de 2008, el Comitè Permanent va dir en un comunicat que "saluda les actuacions i reafirma la seva confiança" en Samakuva. D'acord amb el comunicat, només el 20% dels mals resultats del partit són resultat de la pròpia incapacitat d' UNITA; va considerar el principal culpable de la seva derrota als abusos comesos pel MPLA.
El 26 de setembre el Buró Polític del MPLA va escollir Paulo Kassoma per substituir Fernando da Piedade Dias dos Santos com a primer ministre; també va escollir Piedade com a nou president de l'Assemblea Nacional. Parlant al Buró Polític del MPLA el president dos Santos va dir que la "victòria del partit és motiu de gran alegria i celebració" i que el MPLA tenia la responsabilitat de "seguir consolidant la pau i la reconciliació nacional, la reconstrucció de les infraestructures, i multiplicar els esforços per combatre la fam, la pobresa i els desequilibris regionals". Va posar èmfasi què el MPLA només podia assolir aquests objectius si el partit i els seus parlamentaris practicaven "la humilitat, el rigor i la disciplina", i ha instat al partit a "no dormir sota l'ombra de la conquesta ens han donat a les urnes, ni deixar-se portar per la vanitat i el complex de superioritat".
214 dels nous membres electes de l'Assemblea Nacional van jurar el 30 de setembre; Piedade fou elegit president de l'Assemblea Nacional el mateix dia, rebent 211 vots a favor i tres en contra. Mentrestant, João Manuel Gonçalves Lourenço fou elegit primer vicepresident de l'Assemblea Nacional (213 vots a favor, cap en contra, i una abstenció), Joana Lina com a segona Vicepresidenta (207 vots a favor, 4 en contra, i tres abstencions), Ernesto Mulato com a tercer vicepresident (210 vots a favor, un en contra, i tres abstencions), i Benedito Muxiri com a quart vicepresident (211 vots a favor, cap en contra, i tres abstencions). També es van elegir quatre secretaries parlamentàries.
Dos Santos va nomenar Kassoma primer ministre el 30 de setembre, i va jurar el càrrec el mateix dia. Parlant amb la premsa, Kassoma va dir que posaria com a prioritat accelerar el procés de reconstrucció nacional.
Els observadors de la UE va criticar la falta de transparència i la marcada parcialitat pro-MPLA dels mitjans en el seu informe de les eleccions publicat l'11 de desembre de 2008.
En un informe de 45 pàgines publicat el 23 de febrer de 2009 i titulat Democràcia o Monopoli? El retorn reticent d'Angola a les eleccions," Human Rights Watch al·lega defectes en les eleccions, dient que la comissió electoral no actuar com a òrgan independent i imparcial en la supervisió de les eleccions. Human Rights Watch va instar a la reforma de la comissió electoral "per garantir la supervisió creïble i independent de totes les futures eleccions".